# 仮面ライダー世界に駆ける
- 仮面ライダーシリーズ > 仮面ライダーBLACK > 仮面ライダー世界に駆ける
- 仮面ライダーシリーズ > 仮面ライダーBLACK RX > 仮面ライダー世界に駆ける

『仮面ライダー世界に駆ける』は、1989年4月29日 - 10月31日まで、夕張市石炭の歴史村に仮設された3D立体映像館・アラモ砦パビリオンで上映された仮面ライダーシリーズ初の3D映画。その後、1990年2月14日 - 2月18日に第1回ゆうばり国際冒険・ファンタスティック映画祭の前年に1プログラムとして公開されたほか、京都太秦映画村や、各地のイベント会場でも上映された。
上映時間17分。

## 内容
当時放送中であった『仮面ライダーBLACK RX』とその前作『仮面ライダーBLACK』のクロスオーバー作品である。
同一のライダーである仮面ライダーBLACK・仮面ライダーBLACK RX・ロボライダー・バイオライダーの4人がジャーク将軍率いるクライシス帝国と戦う。
クライシス帝国の仕掛けた作戦を逆利用したために、過去の存在である仮面ライダーBLACKに退化してしまった南光太郎が、その危機を「未来からやってきたRX」に救われ、さらにバイオライダー、ロボライダーと一堂に会し、本来ならばありえない“4大ライダー”が勢揃いした。
南光太郎（BLACK・RX・バイオライダー・ロボライダー）・ゴルゴム三神官（ダロム以外）・クライシス帝国の四大隊長（ボスガンはセリフなし）はオリジナルの俳優を起用している。
本作品は偏光グラスをかける方式の立体カラー映画第1号で、17分という短編ながらもCGを一切使用せず、立体視を意識した緻密な画面構成と大掛りなアクションが特徴となっている。
本作品の制作は、前年に公開された映画『仮面ライダーBLACK 恐怖！悪魔峠の怪人館』でタイアップした夕張市が話題性のある3D映画を東映に要望したことによる。依頼自体は1988年内に行われたが、正式に制作が決定したのは1989年に入ってからで、公開まで約2ヶ月のタイトなスケジュールで制作された。
2011年11月、東映チャンネルにてテレビで初放送された。

## ストーリー
クライシス帝国は、仮面ライダーBLACK RXを倒すために新たなる作戦を考え出した。それはRXの前身である仮面ライダーBLACKに戻した後、過去の世界へと送り込んで再生怪人軍団を引き連れて倒そうという作戦だった。ピンチに陥ったBLACKだったが、彼を救うためにBLACKと同一人物であるはずの仮面ライダーたち（RX・ロボライダー・バイオライダー）が、さまざまな時空からやってきた。

## 登場人物
南光太郎 / 仮面ライダーBLACK RX
クライシス帝国の怪魔妖族・スカル魔スターとの交戦中、どこからともなく聞こえてきた『仮面ライダーBLACK』のエンディングテーマ「Long Long Ago, 20th Century」を聴く。その後、過去の世界へと送り込まれ倒したはずの三神官の幻影に出会い、前身である仮面ライダーBLACKに戻ってしまう。
しかし、時空を越えて助けに来たRX・ロボライダー・バイオライダーの協力によってクライシス帝国の再生怪人軍団を撃破し、元の世界に還ることができた。
クライシス帝国
地球を征服しようとしている悪の帝国。RXを倒すために前身であるBLACKに戻したうえで過去の世界へと送り込み倒そうという作戦を立案。過去の姿に戻すのには成功したが、別の時空からやってきた仮面ライダーBLACK RXたちによって作戦を阻まれる。劇中ではクライシス帝国4大幹部、スカル魔、トリプロン、ガイナギスカン、デスガロン、ムサラビサラによる再生怪人軍団が戦闘に参加した。
ゴルゴムの三神官
「今となってはもう戦う気はない」と語り、RXを仮面ライダーBLACKに戻した。その後、地底から生えてきた再生怪人の腕でBLACKを抑えつつ巨大な銀の杭で殺そうとしたが、あと一歩というところで現代からライドロンで駆けつけたRXに阻まれ、そのまま画面から消滅している。

## スタッフ
- 製作 - 岡田裕介
- 企画 - 吉川進、堀長文
- 原作 - 石ノ森章太郎
- 脚本 - 浦沢義雄
- 監督 - 小林義明
- 製作協力 - 東映東京撮影所、東映テレビプロダクション
- 撮影 - 米原良次
- 美術 - 安井丸男
- 照明 - 渡辺康
- 編集 - 中野博
- 音楽 - 川村栄二
- アクション監督 - 金田治、山田一善
- 助監督 - 小中肇、武田秀雄、高橋玄
- 音響効果 - 大泉音映
- 選曲 - 金成謙二
- 装飾 - 大晃商会
- 操演 - 國米修市
- 衣装 - 東京衣装新社
- 美粧 - サンメーク
- キャラクターデザイン - 雨宮慶太、野口竜
- 造形 - 前澤範
- キャラクター製作 - レインボー造型企画
- キャラクターコーディネーター - 小佐野聡（石森プロ）
- 線画合成 - シネボーイ
- タイトルアニメ - 東映動画
- 特撮 - 矢島特撮研究所
- 車両 - 昭和興業、大木運送
- スタント - ジャパン・アクション・クラブ
- カースタント - 武士レーシングチーム
- 3D技術・機械 - 日本映機
- 現像 - IMAGICA

## キャスト
- 南光太郎 / 仮面ライダーBLACK RX - 倉田てつを
- 諜報参謀マリバロン - 高畑淳子
- 大神官ビシュム - 好井ひとみ

### スーツアクター
- 仮面ライダーBLACK[5][6]、仮面ライダーBLACK RX[6] - 岡元次郎
- 仮面ライダーBLACK[5][4] - 岩田時男
- ロボライダー[5] - 金田憲明
- バイオライダー[5] - 菊地寿幸
- ジャーク将軍、大神官バラオム[5] - 高橋利道
- 海兵隊長ボスガン[5] - 藤木義勝
- 機甲隊長ガデゾーン[5] - 北村隆幸
- 牙隊長ゲドリアン、大神官ダロム[5] - 渡辺実
- その他[5] - 中島一恵、喜多川務

### 声の出演
- ジャーク将軍 - 加藤精三
- 機甲隊長ガテゾーン、大神官バラオム - 高橋利道
- 牙隊長ゲドリアン、再生ガイナギスカン、再生トリプロン - 新井一典
- チャックラム、再生デスガロン、再生トリプロン - 森篤夫
- 大神官ダロム、再生ムサラビサラ、再生トリプロン - 依田英助

## 映像ソフト
LD
『仮面ライダースペシャル2』に収録。片側のみの映像を使用し2Dで収録された。
DVD
『仮面ライダーBLACK RX』Vol.2、『仮面ライダー1号・2号BOX』（いずれも東映ビデオ発売）の映像特典として収録されている。ただし、3D効果はない。
Blu-ray Disc 3D
2011年5月21日に発売のセルソフト『仮面ライダーTHE MOVIE Blu-ray BOX 1972・1988』（東映ビデオ）ボーナスディスクとして収録。Blu-ray Disc 3D規格に対応しているテレビとプレーヤー（レコーダー）を使うことで、ほぼオリジナルと同等の3D映像を視聴できる（2D状態でも普通に視聴可能）。